# Chacina da Vila Cruzeiro
A chacina da Vila Cruzeiro, também chamada de chacina do complexo da Penha, ocorreu em 24 de maio de 2022 na favela homônima, no Rio de Janeiro, durante uma operação conjunta do Batalhão de Operações Policiais Especiais (BOPE), da Polícia Federal e da Polícia Rodoviária Federal, que resultou em 23 pessoas mortas a tiros ou com objetos de corte. Foi a segunda operação policial mais letal da cidade do Rio de Janeiro, atrás apenas da Chacina do Jacarezinho, ocorrida um ano antes. Além dos mortos, a chacina também resultou no fechamento de postos de saúde e escolas.
A operação ocorreu durante o mandato do governador Cláudio Castro. Em apenas um ano, ocorreram 39 chacinas no estado, deixando 182 mortos. Apenas na região onde a operação ocorreu, aconteceram 4 chacinas em um ano, deixando 42 mortos.

## Operação
De acordo com o Bope, a operação visava prender mais de 50 traficantes do Comando Vermelho vindos de vários estados que estavam indo para a Favela da Rocinha. A equipe policial à paisana foi descoberta por volta das 16h e a PM realizou uma operação de emergência envolvendo 80 agentes e 26 membros da Polícia Rodoviária Federal que integram o Grupo de Resposta Rápida, uma força de elite da instituição. O tiroteio se arrastou por horas até chegar na mata da Serra da Misericórdia, que liga a Vila Cruzeiro ao Complexo do Alemão, onde a maior parte das vítimas foram baleadas. Foram apreendidos 14 fuzis, 12 granadas, 4 pistolas, 10 carros, 20 motos e R$ 4 milhões em drogas. As vítimas foram transferidas para o Hospital Estadual Getúlio Vargas. A PM afirma que a facção é muito atuante, responsável por 80% dos confrontos no Rio. Além do Rio de Janeiro, as vítimas também vinham de outros estados, como Alagoas, Bahia, Ceará, Rio Grande do Norte, Amazonas e Pará. A Polícia Militar do Rio afirma que a operação gerou um prejuízo de R$ 5,2 milhões para o Comando Vermelho, e que os fuzis apreendidos são armamento de guerra, capazes de disparar 800 tiros por minuto, com alcance de 1,5 km e precisão de 500 metros.

### Pedido de cessar-fogo
Durante a ação, 22 entidades assinaram carta endereçada para o governo do Rio de Janeiro, ao Ministério Público estadual, à Secretaria de Polícia Militar, à Polícia Federal e à Superintendência da Polícia Rodoviária Federal pedindo o cessar-fogo imediato para a retirada dos corpos. De acordo com a carta, as forças de segurança estavam impedindo a retirada dos corpos e ameaçando ativistas pelos direitos humanos.
Os assinantes foram os seguintes:
- Anistia Internacional
- Apadrinhe um Sorriso
- Articuladas
- Casa Fluminense
- Coletivo Papo Reto
- Conectas Direitos Humanos
- Conselho Estadual de Direitos Humanos do Estado do Rio de Janeiro
- Dani Monteiro - Presidente da Comissão de Direitos Humanos da Assembleia Legislativa do
- Estado do Rio de Janeiro
- Fase- RJ
- Fórum Social de Manguinhos
- Iniciativa Direito à Memória e Justiça Racial
- Instituto de Defesa da População Negra
- Instituto Marielle Franco
- Instituto Raça e Igualdade
- ISER - Instituto de Estudos da Religião
- Justiça Global
- Movimenta Caxias
- Movimento Candelária Nunca Mais
- Movimento Favelas Na Luta
- Observatório de Favelas
- Rede de Comunidades e Movimentos contra a Violência
- Rede Nacional de Mães e Familiares de Vítimas do Terrorismo de Estado

### Envolvimento da Polícia Rodoviária Federal
O envolvimento da Polícia Rodoviária Federal foi questionado, pois a operação ocorreu longe de qualquer rodovia. Porém, a atuação das forças não se restringe apenas a elas. Esse tipo de porosidade é uma realidade em todas as forças de segurança no Brasil. Conforme a BBC, "a PRF afirmou em nota que participou da ação porque as 'lideranças criminosas escondidas na comunidade' também 'atuam em crimes nas rodovias federais'".
O Comando de Operações Especiais da PRF se envolveu em outros dois escândalos durante o governo Bolsonaro. No dia 31 de agosto de 2021, ela foi parte de uma operação em Minas Gerais que visava combater o Novo Cangaço e terminou com 25 mortos, e no dia 25 de maio de 2022, um dia depois da chacina da Vila Cruzeiro, o grupo matou um homem dentro de uma viatura, que foi transformada em uma câmara de gás improvisada. O COE foi  comandado pelo agente Alexandre Carlos de Souza e Silva, que coordenou 26 agentes e 8 blindados. Ele foi promovido na ocasião, tornando-se Superintendente da PRF no Rio de Janeiro. Foi exonerado do cargo pelo governo Lula.
As ações fazem parte da política da PRF, de aprofundamento das forças de elite das polícias militares. O contingente da PRF também aumentou mais do que de todas as outras polícias, com um incremento de suas forças estimado em 20%.

### Apreensão de imagens do SBT
O cinegrafista do SBT, Francisco Vidal, estava registrando o ocorrido quando teve seu material confiscado e foi retirado do local pela Polícia Rodoviária Federal por estar dentro da linha de fogo. Mais tarde, seu material foi devolvido, mas sem o cartão de memória de sua câmera. O SBT então divulgou nota onde pedia esclarecimentos sobre o paradeiro do eletrônico. O vídeo registrado mostrava a Polícia Civil encurralada numa estrada entre a Vila Cruzeiro e o Complexo do Alemão pedindo socorro após o policial Sérgio Silva ter sido baleado, terminando em seu resgate. Em seguida, a Record publicou o registro como exclusivo, porém quando notificada a rede de televisão o retirou do ar. A PRF afirma que abriu uma investigação para apurar os fatos.

## Mortos e feridos

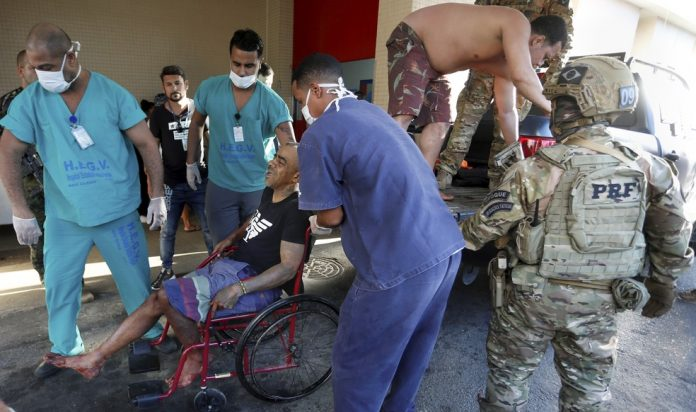
Um dos feridos do tiroteio é levado, sobre cadeira de rodas, ao hospital.

O número de mortos chegou a 26. Porém, mais tarde o Instituto Médico-Legal informou que três dos mortos na verdade provinham de outro confronto, no morro do Juramento. O numero de mortos é, portanto 23. Desses, 16 não respondiam a processos criminais.
O policial civil Sérgio Silva do Rosário foi o único agente ferido, tendo ele sido atingido por estilhaços de bala ao fazer uma perícia. Outras cinco pessoas foram feridas e levadas a hospitais da cidade. Entre eles estão Edson Ferreira da Costa e Ryan de Almeida, que foram internados respectivamente na Unidade de Pronto Atendimento do Complexo de Gericinó e o Hospital Municipal Salgado Filho. Uma mulher cujo irmão foi baleado no tornozelo e na virilha diz que mesmo após o irmão estar quase inconsciente, os policiais apontaram o fuzil para ele e a chamaram de vagabunda. Após pedir a arma de seu irmão e ela dizer que não havia arma nenhuma, ainda recebeu ameaças de ter o rosto borrifado com gás pimenta. Quando o irmão finalmente foi retirado com o auxílio de uma cadeira de rodas, um dos policiais comentou que "se morrer, só enterrar." A família afirma que o garoto trabalhava em um bar, mas a polícia o acusa de ser segurança de um dos líderes do CV, o Abelha (Wilton Carlos Quintanilha). O irmão foi transferido para a  Unidade de Pronto Atendimento do Complexo Penitenciário de Bangu e sobreviveu. Ainda, um ativista social gravou parte da ação, e o Bope disparou uma vez em sua direção. Ele se identificou para o Uol, que optou por esconder sua identidade para protegê-lo de represálias.
Uma mulher foi morta por uma bala perdida na comunidade da Chatuba, vizinha à Vila Cruzeiro. Gabrielle Ferreira da Cunha tinha 41 anos e foi atingida em casa. A Polícia Militar afirma que ela foi morta por um dos fuzis dos criminosos.
Além dela, ao menos 25 pessoas morreram, todos sendo considerados pela polícia como suspeitos. Moradores relatam que uma das vitimas foi morta por facadas pelos policiais. A  Comissão de Direitos Humanos da OAB-RJ respalda a versão, dizendo que um dos corpos realmente apresenta perfurações. O corpo foi encontrado com o rosto repleto de pó branco. Os moradores relatam que a polícia o obrigou a comer cocaína antes de assassiná-lo. Outra vítima, Natan Werneck, chegou a pedir socorro por telefone e foi resgatado apenas 6 horas após o ocorrido, falecendo no hospital.

### Lista de vítimas
| Nome                                   | Idade          |
| -------------------------------------- | -------------- |
| João Carlos Arruda Ferreira            | menor de idade |
| Anderson de Souza Lopes                | 18             |
| Nathan Werneck Borges Lopes            | 21             |
| Izaias Vitor Marques Nobrega           | 22             |
| Patrick de Andrade da Silva            | 22             |
| Denis Fernandes Rodrigues              | 23             |
| Carlos Henrique Pacheco da Silva       | 25             |
| Ricardo José Cruz Zacarias Junior      | 27             |
| Maycon Douglas Alves Ferreira da Silva | 29             |
| Leonardo dos Santos Mendonça           | 29             |
| Diego Leal de Souza                    | 32             |
| Mauri Edson Vulcão Costa               | 35             |
| Sebastião Teixeira dos Santos          | 40             |
| Gabrielle Ferreira da Cunha            | 41             |
| Roque de Castro Pinto Junior           |                |
| Carlos Alexandre de Oliveira Rua       |                |
| Douglas Costa Incaio Donato            |                |
| Edmilson Felix Herculano               |                |
| Emerson Stelman da Silva               |                |
| Eraldo de Novaes Ribeiro               |                |
| Everton Nunes Pires                    |                |
| João Victor Moraes da Rocha            |                |
| Tiugo dos Santos Bruno                 |                |

### Mortos em outro conflito
Inicialmente foram contabilizados 26 mortos, porém no dia 23 a Polícia Civil do Rio de Janeiro confirmou que três dessas vítimas morreram em outro conflito que ocorria no Morro do Juramento. As vítimas são as seguintes:
| Nome                      | Idade |
| ------------------------- | ----- |
| Geovane Ribeiro dos Anjos | 27    |
| Marcelo da Costa Vieira   | 33    |
| André Luiz Filho          |       |

## Reações

### Pré-candidatos ao governo do Rio
O Governador Cláudio Castro (PL) apoiou a "operação" na comunidade. Contudo, ele foi acusado de desejar o extermínio da favela e de fazer uso político do acontecimento, visando a uma reeleição. De acordo com ele, o local foi transformado em um hotel de luxo para traficantes. Também trouxe que uma semana antes da operação, um helicóptero havia sido alvejado no local.
Marcelo Freixo (pré-candidato pelo PSB), alegou que "matança não é segurança. "Lembrou que é possível combater o crime sem letalidade e de modo eficiente. Afirmou também que é preciso "acabar com o uso político da polícia".
| “                | É hora de acabar com o uso político da polícia. É hora de tratar a Segurança Pública como coisa séria, não como arma eleitoral. | ” |
| — Marcelo Freixo | |   |

Rodrigo Neves (PDT) afirmou que "ações espetaculosas e sem estratégia, como essa de hoje, produziram matança e colocaram em risco a população pobre das favelas e os próprios policiais".
Felipe Santa Cruz (PSD) lamentou o ocorrido: "mais uma trágica operação da polícia militar na Vila Cruzeiro. A política de segurança não pode ser uma política de morte".

### Federação de Favelas do Estado do Rio de Janeiro
A Federação de Favelas do Estado do Rio de Janeiro (FAFERJ) — que chama o episódio de "chacina do complexo da Penha" — afirmou que o massacre teve finalidade política:

Uma chacina eleitoreira com justificativas que foram mudando ao longo do dia, conforme subia o número de mortos, escolas, hospitais e órgãos públicos fechados na região. Um filme de terror da vida real para inflamar eleitores conservadores e cidadãos contra as favelas do Rio.— FAFERJ

### Ordem dos Advogados do Brasil
De acordo com a OAB, a ação policial tem indícios de tortura, e que “as chacinas viraram política pública para favorecer os desejos da classe média.” Também trazem que a aprovação do governador Cláudio Castro saltou de 14% para 40% após a chacina.

### Governo Federal
O presidente Jair Bolsonaro elogiou o Bope pela operação, alegando que a facção criminosa começou o tiroteio. Entretanto, lamentou a morte de Gabrielle.

### Supremo Tribunal Federal
O presidente do STF Luiz Fux afirmou que a Polícia Militar deve satisfações pela operação.
O ministro do STF Edson Fachin disse em nota que estava muito preocupado com a operação. Também afirmou que tem confiança que a decisão do STF será cumprida e que uma investigação completa será realizada.

### Forças de segurança
A Polícia Militar Fluminense argumenta que a migração dos traficantes para o Rio de Janeiro se deu por conta das restrições feitas pelo STF, aprovada por Edson Fachin por ocasião da pandemia de Covid-19.
A Polícia Rodoviária Federal se pronunciou em comunicado oficial que apenas no Pará ocorreram dez atentados contra a vida de agentes públicos nas últimas semanas, e dará apoio a outras forças de segurança sempre que necessário.

### Imprensa
A Folha de S. Paulo afirma que o saldo da operação não justifica a chacina, e que esse tipo de ação deveria ser realizada apenas em regime de exceção.
O jornal O Globo afirma que a operação não trouxe resultados concretos do ponto de vista da segurança pública, se tratando de uma política intencional de extermínio contra a população pobre e preta. Ainda, que se trata de uma disputa de controle territorial que acarretará no máximo a mudança das lideranças locais.
A Gazeta do Povo diz que os defensores do uso do termo "chacina" afirmam que se trata de uma por nenhum policial ter morrido, porém questiona quantos policiais são necessários morrerem para que o ocorrido seja considerado uma operação. Por outro lado, os que defendem o contrário ignoram as vítimas inocentes. Também afirmam que é natural que houvesse retaliação, já que a operação se deu em um contexto de guerra urbana e os criminosos em questão eram perigosos e estavam em seu próprio território. Portanto, seria necessário esperar as investigações para a classificação do ocorrido.
O Poder360 afirma que a matança ocorreu para servir de palanque para o ano eleitoral. Também elogiou as medidas do STF de restrição das operações durante a pandemia.
O ocorrido também repercutiu em jornais do exterior, como The Washington Post, The Guardian e Al Jazeera.

## Investigação
No mesmo dia da chacina, o Ministério Público do Rio de Janeiro abriu procedimento para investigar a ação policial, dando dez dias para todos os envolvidos serem ouvidos e o Bope indicar os responsáveis pelas mortes. O Ministério Público Federal também abriu uma investigação para averiguar as ações dos policais individualmente. Além disso, também entrou com uma decisão liminar na justiça para que a PRF passe a atuar apenas em rodovias. A multa solicitada em caso de descumprimento é de R$ 1 milhão.
O PSB e entidades de direitos humanos acionaram o Supremo Tribunal Federal para que o governo do Rio de Janeiro elabore outro plano para a redução da letalidade policial em operações. O pedido foi encaminhado ao ministro Edson Fachin. Em fevereiro, o STF já havia obrigado o governador Cláudio Castro para explicar o que faria sobre a situação de violência no Rio, mas recebeu uma resposta com intenções genéricas.
Foi dado 30 dias para o governo do Rio de Janeiro ouvir as críticas da Defensoria Pública, o Ministério Público e a Ordem dos Advogados do Brasil (OAB) sobre o plano anterior e mais 30 dias para o texto passar por consultoria pública. O governo não é obrigado a acatar as decisões, mas precisará justificar caso assim o faça. O governador Cláudio Castro foi ouvido no dia 1 de junho, onde negou que a ação seria uma chacina pelo tiroteio ter sido iniciado pelos criminosos. "Quem faz chacina é quem aponta arma para a polícia. Isso é um tapa na cara da sociedade." Também afirmou que mandará instalar câmeras nas fardas policiais, algo que já havia sido decidido pelo STF anteriormente, processo que será feito em etapas. Comentando sobre a briga do governo com o STF, Cláudio Castro diz que ambas as partes querem colaborar e que é um assunto superado. Porém, Gilmar Mendes criticou a corte pela priorização do estado do Rio de Janeiro no processo recuperação fiscal.
Edson Fachin diz ainda que está preocupado com o sigilo das imagens, e que as câmeras estão sendo instaladas nas unidades policiais com menor letalidade. A Polícia Militar do Rio de Janeiro afirmou para o jornal O Globo que as imagens de fato não ficarão disponíveis para a população, mas podem ser solicitadas pelos órgãos de controle sem ordem judicial. Também, que as imagens de ocorrência ficarão guardadas por um ano, enquanto as restantes, por dois meses. O PSB e as outras entidades responsáveis pela medida também mostraram preocupação.